# 遠州流
遠州流は、江戸時代初期の茶人・小堀遠州を流祖とする茶道の一派である。遠州は古田織部に師事し、その教えに自身の美意識と創意を加えることで、独自の様式を確立した。遠州の家系はその後も代々茶道を継承し、遠州茶道宗家として現在まで続いている。遠州は徳川三代将軍・家光の茶道指南役を務め、禁中や仙洞御所にも出仕したことから、公家や大名、旗本といった上層武士階級の門人を多く抱えた。関西地方における遠州流は、大正時代初期に高谷宗範によって広く普及した。また、遠州の二世・小堀正之の弟である政尹は「権十郎」と称し、宗家とは別系統ながら著名な茶人として知られている。

## 小堀遠州の茶道
小堀遠州は、江戸幕府の茶道指南役を務め、徳川家康・秀忠・家光の三代将軍に仕えながら、将軍家や諸大名に茶の湯を広めた。遠州の茶風は、千利休の「侘び」の精神に、王朝文化の華やかさや雅（みやび）を融合させたものであり、後の時代に「綺麗さび」と呼ばれる。
また、「茶道」は千利休・古田織部の時代には「茶の湯」と呼ばれる大名や町人の嗜みであったが、小堀遠州が書捨の文の中で「茶の道」と呼称してその精神性を説き、現代の芸能である「茶道」に繋がる転換を図った。
加えて、小堀遠州は茶道だけでなく、作事奉行として桂離宮、仙洞御所、二条城、名古屋城などの建築・造園にも携わり、日本の美意識の形成に大きな影響を与えた。さらに、茶道具の鑑定や高取焼・膳所焼・丹波焼・信楽焼・伊賀焼・志戸呂焼などの国焼の茶陶の指導にも尽力し、茶の湯の発展に大きく寄与した。
この美意識を受け継ぎながら、遠州流は武家の作法や礼法を重んじる茶道として発展し、現代に至るまで「綺麗さび」の精神を伝え、国内外で茶道の普及・文化交流を行い、伝統文化の継承と発展に努めている。

## 小堀遠州の門人
徳川家光、沢庵和尚、江月和尚、瀧本坊昭乗、古筆了雪（古筆鑑定家。古筆了佐の五男）、狩野守信、佐川田昌俊、黒田正玄、山田大有、大森秀祐（漸齋）、神尾元勝
（出典：『読史備要』）

## 遠州流茶道

### 特徴
遠州流は江戸時代初期の大名茶人で総合芸術家として有名な小堀遠州を流祖とする日本を代表する大名茶道です。流祖以来４４０年の歴史を持ち、格式ある茶道として今日まで受け継がれています。
　遠州流の真髄は、「綺麗さび」と称され、「わび・さび」の精神に、美しさ、明るさ、豊かさを加え、誰からも美しいと云われる客観性の美、調和の美を創り上げたことにあります。
　遠州流の理念は、「稽古照今（けいこしょうこん）」（古を稽えて、今に照らす）という言葉に表現されます。先人が築き上げた伝統を正しく受け継ぎ、現代に活かし、新しい創造をすることです。

### 歴史
遠州流茶道は初代・小堀遠州以来、歴代の当主が茶道に造詣が深く、遠州流の茶道を正統に受け継ぎながら、その美意識と茶法を現代まで伝承している。小室藩6代(遠州茶道宗家7世小堀政方）が伏見騒動を引き起こして改易され、大名家としての系譜は途絶えている。伏見騒動から40年後、小堀遠州の異母弟小堀正春の子孫である小堀仁右衛門家出身の6世小堀政寿（5世小堀政峯の孫。小堀惟貞の次男で、小堀政峯に養子入り後廃嫡）の子小堀宗中が遠州流の本家の名跡を再興している。天保3年9月には徳川家斉公に拝謁し、安政4年御先手鉄砲頭（役高1500石）の役職を務めた。
　茶道においては歴代が多くの作品を残すほか、江戸時代には大名や旗本を中心に、明治時代以降には一般へ遠州流を広めてきた。平成25年に全国52支部による「遠州流茶道連盟」が組織され、遠州流の結集をすすめている。現在、遠州流茶道は武家茶道において最大の流派である。また、光悦会、大師会などの日本を代表する茶会で釜を掛けている。現在の遠州流の家元は、十三世・小堀宗実（こぼり そうじつ）宗匠であり、日本国内および海外で茶道の普及・指導を行っている。
　遠州流の家元である遠州茶道宗家は東京都新宿区若宮町にある。遠州流の組織としては、同門組織である「遠州流茶道連盟」、小堀遠州を顕彰する「公益財団法人小堀遠州顕彰会」、そして職方の組織である「向栄会」が存在している。

　小堀家二代目（2世大膳宗慶）以降は廣徳寺に葬られ、遠州茶道宗家が墓を守っている。

### 歴代当主
小堀遠州が築いた茶の湯の精神と作法は、歴代の当主によって守られ、今日に至るまで受け継がれている。現在の遠州流の家元は、遠州茶道宗家十三世小堀宗実氏である。
| 世   | 号        | 名   | 生没年    | 備考 |
| ---- | --------- | ---- | --------- | --- |
| 1世  | 小堀 遠州 | 正一 | 1579-1647 | 流祖 |
| 2世  | 小堀 宗慶 | 正之 | 1620-1674 | 遠州の長男。書に秀で、後水尾天皇の前で揮毫。遠州の遺物整理や茶道の継承に尽力。                           |
| 3世  | 小堀 宗実 | 正恒 | 1649-1696 | 茶器整理を行い、「遠州蔵帳」の基礎を作る。書や茶道に精通し、諸大名と交流。                               |
| 4世  | 小堀 宗瑞 | 正房 | 1685-1713 | 10歳で家督を継ぐ。将軍の御前で「論語」を講釈するなど才能を発揮するも、29歳で早逝。                       |
| 5世  | 小堀 宗香 | 正峯 | 1690-1760 | 若年寄として幕閣で活躍し、遠州流茶道を厳格に継承。                                                       |
| 6世  | 小堀 宗延 | 政寿 | 1734-1806 | 遠州の弟・小堀正春の系統である仁右衛門家から養子入り（母は五世宗香の娘）。遠州流茶道の精進に努める。     |
| 7世  | 小堀 宗友 | 政方 | 1742-1803 | 「喫茶式」や「数寄記録」などの伝書を編纂し、遠州流茶道の体系を整理するなど、茶道の継承に大きく貢献した。 |
| 8世  | 小堀 宗中 | 正優 | 1786-1867 | 小堀宗延（6世）の子。長く浪々の身であったが、幕臣として復帰し、小堀家の名跡を再興。                      |
| 9世  | 小堀 宗本 | 正和 | 1813-1864 | 書・絵画・茶道に精通し、遠州の筆跡を再現できるほどの技量を持つ。                                         |
| 10世 | 小堀 宗有 | 正快 | 1858-1909 | 遠州流茶道の一般公開を決意し、普及に努める。                                                             |
| 11世 | 小堀 宗明 | 正徳 | 1888-1963 | 東京で茶道界の重鎮として活躍し、流儀の発展に尽力。                                                       |
| 12世 | 小堀 宗慶 | 正明 | 1923-2011 | 「国民皆茶」を掲げ、茶道の普及と研究に努める。名物裂や茶花の研究にも貢献。                               |
| 13世 | 小堀 宗実 | 正晴 | 1956-     | 現家元。国内外で茶道の普及に尽力し、青少年向け「遠州流茶道こども塾」を展開。                             |